# John Blow
John Blow (pokřtěn 23. února 1649, Nottinghamshire – 1. října 1708, Londýn) byl anglický barokní skladatel a varhaník.

## Životopis
Hrdý muž státnického vzezřeni vyrostl ze skromných venkovských poměrů v předního hudebníka Anglie. Už jako dvacetiletý se stal hlavní postavou hudby v době restaurace a zastával královské pozice vytvořené speciálně pro něj, včetně postu v katedrále sv. Pavla a ve Westminsterském opatství.
V roce 1668 se stal varhaníkem westminsterského opatství. V roce 1683 složil operu Venus and Adonis, v roce 1685 tři hymny ke korunovaci Jakuba II. V roce 1695 složil Ode on the death of Purcell (Ódu na smrt Purcella).
Jeho světské dílo zahrnuje hudbu k různým ceremoniím a první anglickou operu Venus and Adonis. Zkomponoval také množství hudby duchovní, zejména více než 100 velmi melodických hymnů. Celkem napsal asi 400 děl.